# Alexander Mouton
Alexander Mouton (Lafayette megye, 1804. november 19. – Lafayette, 1885. február 12.) az Amerikai Egyesült Államok szenátora (Louisiana, 1837–1842).